# Simplexvirus
Die Gattung Simplexvirus umfasst Virusspezies der Familie Orthoherpesviridae, die innerhalb der Unterfamilie Alphaherpesvirinae bezüglich ihrer Genomsequenz eine sehr einheitliche Phylogenie aufweisen. Die meisten Simplexviren infizieren Primaten und sind (mit Ausnahme des Herpesvirus simiae) eng an einen Wirt angepasst. In der Zellkultur können sie jedoch in vitro eine Vielzahl von Zellen unterschiedlichster Spezies infizieren. Hier verursachen sie immer einen cytopathischen Effekt.
Alle Simplexviren persistieren lebenslang in Nervenzellen des Wirtes und können von dort reaktivieren. Sie zeigen untereinander eine enge Verwandtschaft der Oberflächenepitope und daher auch eine Kreuzreaktion bei serologischen Untersuchungen.
Die Gattung ist nach ihrer Typspezies, dem Herpes-simplex-Virus des Menschen (wissenschaftlich Human alphaherpesvirus 1) benannt, das unter anderem den Herpes simplex (lat. simplex: einfach, schlicht) als Erkrankung hervorruft.

## Systematik
Die Systematik der Gattung gemäß der Festlegung des ICTV mit Stand November 2018 umfasst zwölf einzelne Virusspezies:
Gattung Simplexvirus
- Spezies Simplexvirus atelinealpha1 mit 
  - Klammeraffen-Herpesvirus 1, Atelines Herpesvirus 1, en. Ateline alphaherpesvirus 1 (AtHV-1); Herpesvirus ateles 1, (HVA1)
- Spezies Simplexvirus bovinealpha2 mit 
  - Rinder-Herpesvirus 2, en. Bovine alphaherpesvirus 2, Bovines Herpesvirus 2 (BoHV-2); en. Bovine alphaherpesvirus 2; Bovine mammillitis virus (BMV)
- Spezies Simplexvirus cercopithecinealpha2 mit 
  - Cercopithecines Herpesvirus 2, en. Cercopithecine alphaherpesvirus 2 (CeHV-2, CeAHV2); Simian agent 8 (SA8)
- Spezies Simplexvirus humanalpha1 (ehem. Typus) mit 
  - Humanes Herpesvirus 1, en. Human alphaherpesvirus 1, HHV-1, HuAHV1); Herpes-simplex-Virus 1, en. Herpes simplex virus type 1 (HSV-1)
- Spezies Simplexvirus humanalpha2 mit 
  - Humanes Herpesvirus 2, en. Human alphaherpesvirus 2, HHV-2, HuAHV2; Herpes-simplex-Virus 2, en. Herpes simplex virus type 2 (HSV-2)
- Spezies Simplexvirus leporidalpha4 mit 
  - Leporides Herpesvirus 4, en. Leporid alphaherpesvirus 4 (LeHV-4, LeAHV4); Hasen-Herpesvirus 4, Kaninchen-Herpesvirus 4, en. Leporid herpesvirus 4
- Spezies Simplexvirus macacinealpha1 (früher Herpesvirus simiae) mit 
  - Macacines Herpesvirus 1, en. Macacine alphaherpesvirus 1 (McHV-1, McAHV1); Makaken-Herpesvirus 1; Cercopithecines Herpesvirus 1; Herpesvirus B, Herpes-B-Virus, Herpes B virus (BV)
- Spezies Simplexvirus macacinealpha2 mit 
  - Macacines Herpesvirus 2, en. Macacine alphaherpesvirus 2 (McHV-2, McAHV2), Makaken-Herpesvirus 2, en. Lion-tailed macaque herpesvirus 1
- Spezies Simplexvirus macacinealpha3 mit 
  - Macacines Herpesvirus 3, en. Macacine alphaherpesvirus 3 (McHV-3, McAHV3); Makaken-Herpesvirus 3, en. Pig-tailed macaque herpesvirus 1
- Spezies Simplexvirus macropodidalpha1 mit 
  - Macropodid-Herpesvirus 1, en. Macropodid alphaherpesvirus 1 (MaHV-1, MaAHV1); Känguru-Herpesvirus 1, Parma-Wallaby-Herpesvirus, en. Parma wallaby herpesvirus
- Spezies Simplexvirus macropodidalpha2 mit 
  - Macropodid-Herpesvirus 2, en. Macropodid alphaherpesvirus 2 (MaHV-2, MaAHV2); Känguru-Herpesvirus 2, Dorcopsis-Wallaby-Herpesvirus, en. Dorcopsis wallaby herpesvirus
- Spezies Simplexvirus macropodidalpha4 mit 
  - Macropodid-Herpesvirus 2, en. Macropodid alphaherpesvirus 4 (MaHV-4, MaAHV4); Känguru-Herpesvirus 4
- Spezies Simplexvirus paninealpha3 mit 
  - Panines Herpesvirus 3, en. Panine alphaherpesvirus 3 (PnHV-3, PnAHV3); Schimpansen-Herpesvirus 3, en. Chimpanzee herpesvirus (ChHV)
- Spezies Simplexvirus papiinealpha2 (früher Herpesvirus papio) mit 
  - Papiines Herpesvirus 2, en. Papiine alphaherpesvirus 2 (PaHV-2, PaAHV2); Pavian-Herpesvirus 2, en. Herpesvirus papio 2 (HPV2); Cercopithecines Herpesvirus 16 (CeHV-16)
- Spezies Simplexvirus pteropodidalpha1 mit 
  - Pteropodides Herpesvirus 1, en. Pteropodid alphaherpesvirus 1 (PtHV-1, PtHAV1); en. Fruit bat alphaherpesvirus 1 (FBAHV1)
- Spezies Simplexvirus pteropodidalpha2 mit 
  - Pteropodides Herpesvirus 2, en. Pteropodid alphaherpesvirus 2 (PtHV-2, PtHAV2); en. Pteropus lylei-associated alphaherpesvirus (PtAHV2, PLAHV)
- Spezies Simplexvirus saimiriinealpha1 (früher Herpesvirus tamarinus) mit 
  - Saimiriines Herpesvirus 1, en. Saimiriine alphaherpesvirus 1 (SaHV-1, SaAHV1); Marmosetten-Herpesvirus 1, en. Herpesvirus saimiri 1 (HVS1); Herpesvirus saimiri 1, Marmoset herpesvirus